# أعمى أريحا

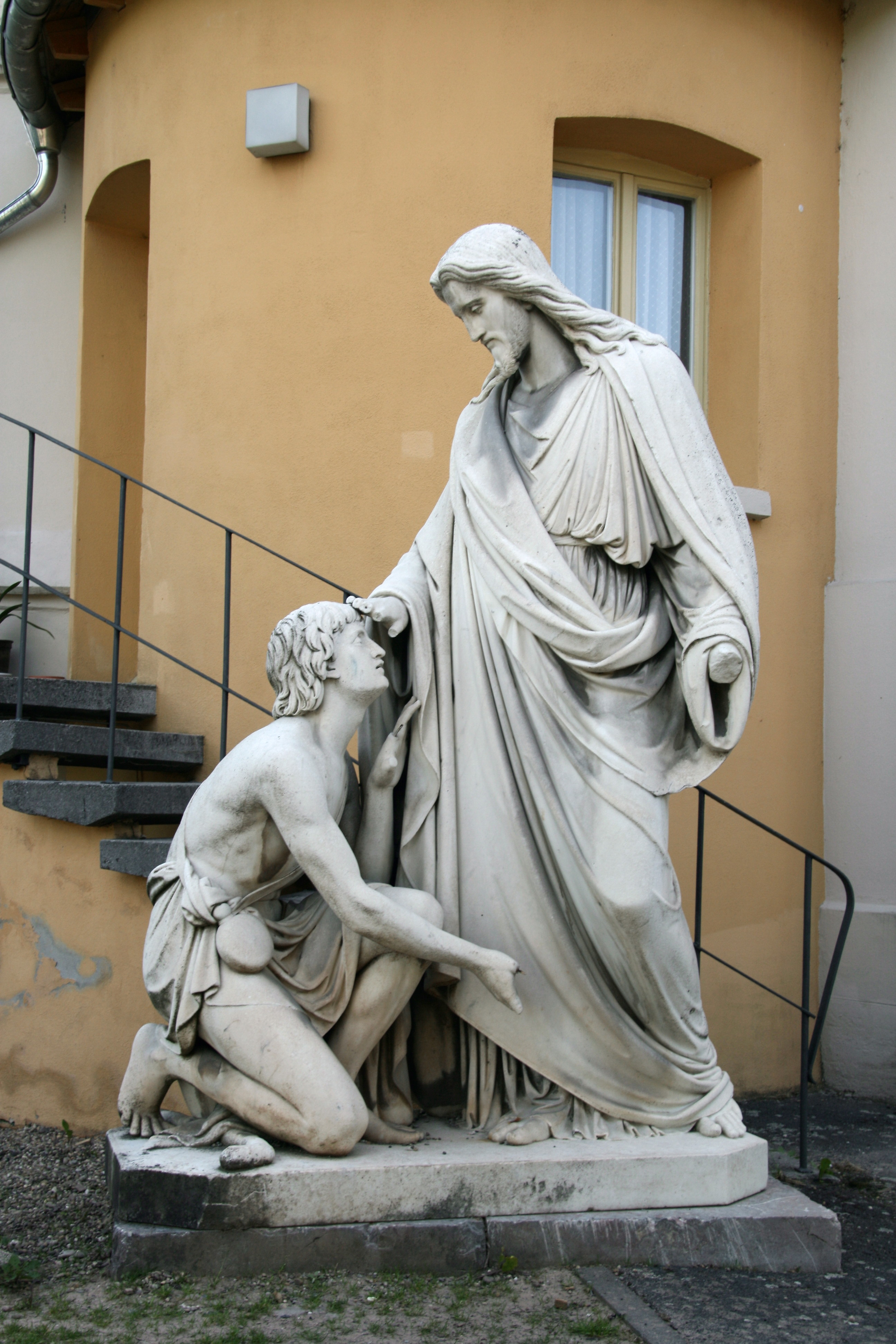
يسوع شفاء بارتيماوس الأعمى، بقلم يوهان هاينريش ستوفر، 1861

تخبر كل من الأناجيل الثلاثة السينوبتيكية عن شفاء يسوع للمكفوف بالقرب من أريحا، أثناء مروره في تلك المدينة، قبل وقت قصير من آلامه.
يخبر إنجيل مَرقُس عن شفاءرجل يُدعى بارتيماوس بواسطة يسوع وهو عابر أريحا. يتضمن إنجيل متى وإنجيل لوقا نسخًا مختلفة من هذه القصة.

## تطور السرد
أقدم نسخة موجودة في إنجيل مرقس (10:46-52) الذي يحكي عن شفاء شحاذ أعمى يدعى بارتيماوس (حرفياً «ابن تيماوس»). إنه أحد المتماثلين القلائل للشفاء الذين أخبرنا المبشرون بأسمائهم. يسند العالم اللاهوتي أوليغ مولينكو هذه التفاصيل إلى حقيقة أن هؤلاء الناس قد نالوا الخلاص بالتأكيد وخدموا الكنيسة في حياتهم على عكس أولئك الذين لم يكشف المبشرون عن أسمائهم. على سبيل المثال، في حالة أخرى لرجل كان معاقًا لمدة 38 عامًا وانتظر حركة الماء في بركة في إنجيل يوحنا (5:2-15) وما زال اسمه غير معروف، عالج يسوع هذا المريض وحذره من العواقب في حال عودته إلى القيام بأشياء أوصلته إلى حالة الوهن التي استعادها الآن (5:14)، مع أنه ربما كان يميل إلى الخطيئة. على عكسه، شفاء بارتيماوس جعله يتبع يسوع على الفور، مما
قاد مرقس الإنجيلي إلى إدراج اسمه في السرد. يعلمنا بارتيماوس أيضًا صلاة يسوع، «يا يسوع، ابن داود، ارحمني!»، ونتيجة لذلك، اكتسب بصرًا روحيًا، كانت علامته قدرته المستعادة على الرؤية.
بينما يغادر يسوع أريحا مع أتباعه، يصرخ بارتيماوس: «يا ابن داود، ارحمني!» واستمر على الرغم من محاولة الحشد إسكاته. جعلهم يسوع يأتون بالرجل إليه ويسأل عما يريده؛ وطلب أن يكون قادرًا على الرؤية مرة أخرى. قال له يسوع أن إيمانه قد شفاه وعلى الفوراستطاع ان يستعيد بصره ويتبع يسوع.
يوجد في إنجيل متى رجلان أعميان لم يذكر اسمه، يجلسان على جانب الطريق؛ يسوع «تأثر بالرحمة» ويلمس عيونهم. 20:29-34 تم سرد نسخة من نفس القصة في وقت سابق من الرواية، عندما كان يسوع يكرز في الجليل. في هذه المناسبة، يسأل الرجال المكفوفين عما إذا كانوا يعتقدون أنه يستطيع علاجهم، وعندما يؤكدون لهم أنهم يفعلون ذلك، يثني على إيمانهم ويلمس أعينهم، ويعيد بصرهم. يحذرهم من عدم إخبار أحد بهذا، لكنهم يذهبون وينشرون الأخبار في جميع أنحاء المنطقة. (متى 9: 27-31)
يتناول إنجيل لوقا 18:35-43 القصة بطريقة مختلفة. هناك رجل أعمى واحد لم يذكر اسمه، وينقل المؤلف الحادثة لتحدث عندما يقترب يسوع من أريحا، لذا يمكن أن يؤدي ذلك إلى قصة زكا.

## ابن داود
يؤكد فيرنون ك.روبنز أن شفاء بارتيماوس هو آخر شفاء ليسوع في مرقس، ويربط تعليم يسوع السابق عن معاناة وموت ابن الإنسان بنشاط ابن داود في القدس. تمزج القصة بين تركيز مرقس على «عمى» التلاميذ - عدم قدرتهم على فهم طبيعة مسيحانية يسوع - مع ضرورة اتباع يسوع في أورشليم، حيث تجعل آلامه وموته التعرف عليه من قبل الأمم  بصفته ابن الله (انظر مرقس 15:39 حيث يقول قائد المئة الروماني، عند الصلب، «بالتأكيد كان هذا الرجل ابن الله»).
بولا فريدريكسن، التي تعتقد أن ألقاب مثل «ابن داود» طُبقت على يسوع فقط بعد الصلب والقيامة، جادلت بأن مَرقُس ومتى وضعوا هذا الشفاء بإعلان «ابن داود!» قبل «رحيل يسوع إلى أورشليم، موقع آلامه الذي طال انتظاره». لقب «ابن داود» هو اسم مسياني. وهكذا، كان تعجب بارتيماوس، بحسب مرقس، أول اعتراف علني بالمسيح، بعد اعتراف القديس بطرس الخاص في مرقس 8:27–30.

## بارتيماوس
تسمية بارتيماوس غير معتادة من عدة نواحٍ: (أ) حقيقة أن الاسم مُعطى على الإطلاق، (ب) الهجين السامي اليوناني الغريب، مع (ج) ترجمة صريحة «ابن تيماوس». يرى بعض العلماء أن هذا تأكيد للإشارة إلى شخص تاريخي؛ ومع ذلك، يرى باحثون آخرون أهمية خاصة للقصة في الإشارة التصويرية لأفلاطون تيماوس الذي قدم أهم أطروحات كونية ولاهوتية لأفلاطون، والتي تنطوي على البصر كأساس للمعرفة.